# Vojvodstvo Gaskonja
Vojvodstvo Gaskonja (baskijski Baskoniako Dukerria, špa. Ducado de Vasconia, fr. Duché de Vasconie) je bila franačka marka uspostavljena na jugozapadnom rubu Franačke. Povijesni ju izvor spominju pod imenom Vasconia i Wasconia. Utemeljena je 602. godine. Namjena ove marke bila je da bude kao obrambeno međupodručje, čime bi teritorij Franačke bio zaštićen od neposredna udara od baskijskih upada. 
Vojvodstvo su činila područja bivše starorimske provincije Novempopulanije. Povremeno je obuhvaćala krajeve južno od Pireneja kod Iruñee (šp. Pamplone).
Građanski rat između nasljednika Ludviga Pobožnog u 9. stoljeću (840. – 843.) rezultirao je time da su Franci ostali bez posjeda s južne strane Pireneja. 844. su Vikinzi napali Bordèu (Bordeaux) i ubili vojvodu Semena II. 848. je njegov nasljednik Vilim I. Gaskonjski pokušao vratiti grad pri čemu je poginuo. Neki izvori tvrde da nije poginuo, nego da je zarobljen u borbama i da ga je kralj svrgnuo s vlasti. Do 853. je godine Karlo Ćelavi priznao Sancha II., grofa Vasconie Citerior za vojvodu. Iste je godine baskijska kraljevna Muza Tudelska napala Gaskonju i zarobila Sancha. 855. je Sancho umro, a naslijedio ga je Arnold koji je poginuo u borbama s Normanima 864. godine.